# ده‌عنایت
ده‌عنایت، روستایی از توابع بخش مرکزی شهرستان هیرمند در استان سیستان و بلوچستان ایران است.

## جمعیت
این روستا در دهستان مارگان قرار دارد و براساس سرشماری مرکز آمار ایران در سال ۱۳۹۵، جمعیت آن ۱۵۵ نفر (۳۲ خانوار) بوده‌است.